# Йонково (гміна)
Гмі́на Йонко́во (пол. Gmina Jonkowo) — сільська гміна у північній Польщі. Належить до Ольштинського повіту Вармінсько-Мазурського воєводства.
Станом на 31 грудня 2011 у гміні проживало 6799 осіб.

## Територія
Згідно з даними за 2007 рік площа гміни становила 168.19 км², у тому числі:
- орні землі: 48.00%
- ліси: 38.00%

Таким чином, площа гміни становить 5.92% площі повіту.

## Населення
Станом на 31 грудня 2011:
| Опис     | Загалом | Загалом | Чоловіки | Чоловіки | Жінки | Жінки |
| -------- | ------- | ------- | -------- | -------- | ----- | ----- |
| одиниця  | осіб    | %       | осіб     | %        | осіб  | %     |
| все      | 6799    | 100     | 3433     | 50.49    | 3366  | 49.51 |
| міське   | 0       | 100     | 0        |          | 0     |       |
| сільське | 6799    | 100     | 3433     | 50.49    | 3366  | 49.51 |

## Сусідні гміни
Гміна Йонково межує з такими гмінами: Ґетшвалд, Дивіти, Лукта, Сьвйонткі.